# Martinus Beijerinck
Martinus Willem Beijerinck (16 tháng 3 năm 1851 – 1 tháng 1 năm 1931) là một nhà vi sinh học và thực vật học Hà Lan. Ông sinh ra tại Amsterdam.
Beijerinck theo học Đại học Leiden và trở thành giảng viên vi sinh học tại Trường Nông nghiệp ở Wageningen (hiện nay là Đại học Wageningen) và sau là tại Polytechnische Hogeschool Delft (Delft Polytechnic, hiện tại là Đại học Công nghệ Delft) (từ 1895). Ông thành lập Trường Vi sinh học Delft. Những công trình nghiên cứu của ông về vi sinh học nông nghiệp và công nghiệp đặt nền móng cho những khám phá sau này trong lĩnh vực sinh học. Những thành tựu của ông có lẽ đã bị lưu mờ trước các công trình nghiên cứu của Robert Koch và Louis Pasteur cùng thời, bởi vì không giống họ, Beijerinck chưa bao giờ nghiên cứu về bệnh ở người.
Ông được xem là cha đẻ của ngành virus học. Năm 1898, ông dùng một loạt thí nghiệm lọc chứng minh rằng bệnh khảm thuốc lá gây ra bởi một tác nhân nhỏ hơn vi khuẩn. Ông đặt tên mầm bệnh mới này là virus. (Dmitriy Iosifovich Ivanovskiy khám phá virus năm 1892, nhưng thất bại trong việc công bố kết quả của mình) Beijerinck cho rằng virus là những chất lỏng trong tự nhiên, thuyết này sau đó bị bác bỏ bởi Wendell Stanley, người đã chứng minh virus là những hạt nhỏ.
Beijerinck cũng khám phá ra sự cố định nitơ, một tiến trình trong đó phân tử khí nitơ trong không khí được chuyển thành ion amoni và dễ dàng cho cây hấp thu. Vi khuẩn có khả năng cố định nitơ, cư trú trong những nốt sần ở cây họ đậu. Ngoài ra, ông còn khám phá ra phản ứng sinh hóa ảnh hưởng tới việc bón phân trong nông nghiệp qua công trình xây dựng nguyên mẫu sự cộng sinh giữa thực vật và vi khuẩn.
Ông khám phá ra hiện tượng khử sunfate, một dạng hô hấp yếm khí. Ông tìm ra rằng vi khuẩn có thể sử dụng sulfate như là chất nhận điện tử cuối cùng, thay cho oxy. Đây là một khám phá quan trọng tác động lên hiểu biết của chúng ta về các chu trình sinh hóa. Spirillum, vi khuẩn đầu tiên được phát hiện có khả năng khử lưu huỳnh, đã được phân lập và mô tả bởi Beijerinck.
Beijerinck góp phần tìm ra môi trường nuôi cấy đặc biệt, một phương pháp cơ bản trong nghiên cứu vi sinh vật. Tên tuổi của ông gắn liền với môn vi sinh địa chất học nhiều đến nỗi mà ông thường bị nhiều người nhầm khi cho ông là tác giả câu nói nổi tiếng "tất cả mọi thứ có ở khắp nơi, môi trường quyết định tất cả," được phát biểu bởi Lourens Baas Becking.
Tuy nhiên về mặt quan hệ xã hội, ông lại là một người vụng về và thô lỗ. Ông có những lời mắng nhiếc sinh viên, chưa bao giờ kết hôn, và chỉ có một vài mối quan hệ trong ngành của ông. Ông của nổi tiếng với lối sống khổ hạnh và quan điểm của ông xem khoa học và hôn nhân là hai thứ không thể hòa hợp được. Việc ít hòa đồng với sinh viên khiến ông bị suy sụp trong khi ông rất muốn truyền lại cảm hứng và nhiệt huyết với môn sinh học cho mọi người.